# Erigorgus aquilonius
Erigorgus aquilonius là một loài tò vò trong họ Ichneumonidae.